# S/2018 J 1
S/2018 J 1（Ersa）は、木星の第71衛星である。S/2018 J 1 の軌道傾斜角は 30.61°で、木星の自転と同じ向きに公転する順行衛星である。ヒマリア群に属する衛星だと考えられている。

## 発見と名称
2018年にスコット・S・シェパードが率いる観測チームによって発見され、S/2018 J 1 という仮符号が与えられた。発見にはマゼラン望遠鏡、セロ・トロロ汎米天文台、ローウェル天文台のディスカバリーチャンネル望遠鏡などが用いられており、同年7月17日の小惑星センターのサーキュラーで発見が報告された。その後9月25日に Jupiter LXXI という確定番号が与えられた。
2019年2月にS/2018 J 1を含む5つの衛星の名称を一般公募すると発表され、選考の結果、同年8月にErsaという名称がS/2018 J 1の固有名として国際天文学連合に承認された。Ersaという名称は全知全能の神ゼウスと月の女神セレーネーの間に生まれた露の女神ヘルセーに因んでいる。